# Diatermia por radiofrecuencia

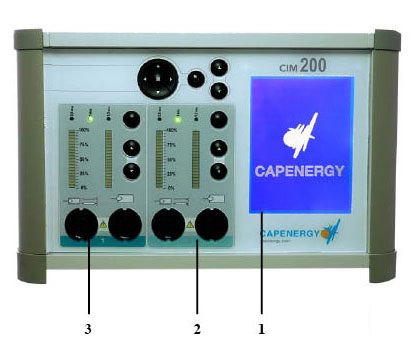
Equipo de Tecar de Segunda Generación. 1. Temporizador. Selección de frecuencias. 2. Conexión capacitiva manual-automática, resistiva, placa. 3. Conexión capacitiva manual y automática.

La diatermia por radiofrecuencia, también conocida como hipertermia de contacto, diatermia de contacto, hipertermia o tecarterapia (por las siglas TECAR correspondientes a Transferencia Eléctrica Capacitiva y Resistiva) o por los nombres comerciales de los equipos (Wintecare, Winback, Vossman, Dualthermic RF, Indiba, Lavatron, Quilmed, Globus, Capenergy, Erbalaser, Human Tecar, Rös's Estética,...) es una técnica de electroterapia que usa las ondas de radio para tratar desde el interior del tejido enfermedades del aparato locomotor, tanto agudas como crónicas, y reducir su tiempo de recuperación.

## Características
El equipo de diatermia por radiofrecuencia consiste en un generador de radiofrecuencia de onda larga dentro del espectro de las altas frecuencias, transmitidas al cuerpo humano mediante accesorios de contacto móviles o fijos. En particular la tecarterapia trabaja en un rango de frecuencias aproximado entre 0,5 MHz y 3MHz. Los estudios respaldados realizados con  tecarterapia sólo tienen evidencia científica con una única frecuencia de 0, 448 MHz
La energía se transmite al cuerpo humano desde el equipo a través de estos accesorios y regresa nuevamente al generador de R.F, buscando un conjunto de beneficios en el paciente.
Existen dos tipos de transferencias de energía: la acoplación capacitiva y la acoplación resistiva: 
- La modalidad capacitiva genera una resonancia superior en los tejidos con mayor presencia de agua del cuerpo humano. Es decir, reacciona específicamente sobre los tejidos blandos, como los músculos, el sistema vasculo-linfático, y demás estructuras con alta presencia acuosa. Los accesorios capacitivos están aislados, por lo que se genera un efecto de capacitancia que les da nombre.
- La modalidad resistiva, en cambio, produce una resonancia sobre los tejidos carentes de agua. Y esto implica un tratamiento exclusivo sobre los tejidos de mayor densidad y resistencia, como son los huesos, los cartílagos, los grandes tendones, las aponeurosis, y demás estructuras sólidas del cuerpo. Los electrodos resistivos no están aislados. Son fácilmente reconocibles porque son metálicos.

Al transferir la energía en profundidad y no produciendo efectos colaterales en la superficie de la piel, el electrodo puede ser mantenido por un largo tiempo de forma estática sobre la lesión, permitiendo al tejido de llegar a niveles tales de endotermia que son determinantes a los fines terapéuticos. Sobre todo, en el caso de patologías crónicas a evolución degenerativa y/o fibrótica. Por otra parte, el tejido cicatrizal fibroso que se forma como consecuencia de una lesión o daño biológico es típicamente viscoso e isquémico, sede de procesos metabólicos y nutricionales lentos.

## Efectos fisiológicos
Se han descrito los siguientes efectos fisiológicos:
- Aumento de la temperatura, flujo sanguíneo y velocidad de conducción nerviosa en la piel.[1]
- Aumento de la síntesis de colágeno y elastina en la piel.[2]
- Cambio de viscosidad de los tejidos.[3]
- Estimulación de la división y diferenciación celular.[4]
- Inhibición de la síntesis de grasa.[5]
- Repolarización de las membranas celulares.[3]
- Aumento de la permitividad celular.[6]
- Descenso del dolor por vías opiáceas y por interferencia en los terminales sinápticos.[3]
- Efecto atérmico producido por los movimientos brownianos que la energía inducida produce en el cuerpo.[7]

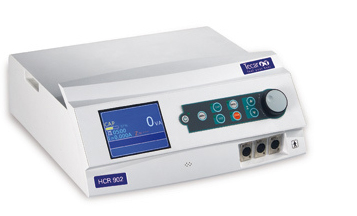
Equipo de Tecarterapia.

Mediante esta técnica se busca aliviar el dolor, disminuir los tiempos de recuperación y evitar los efectos colaterales de algunos fármacos, tales como los antiinflamatorios y los analgésicos (al sustituir biológicamente sus efectos por sus equivalentes orgánicos, generados por el propio organismo del paciente). 

## Usos
Los equipos de tecarterapia son utilizados principalmente en fisioterapia en tratamientos de rehabilitación del aparato osteoarticular y músculo-esquelético: esguince, contracturas musculares, tendinitis, bursitis, lumbalgia, ciática, discopatías, inflamación y dolor. También se ha demostrado efectiva como tratamiento para la psoriasis. También son utilizados en enfermedades degenerativas que cursan con dolor, inflamación y disminución de la movilidad articular.
También se aplica en otras áreas como la medicina estética, para tratamientos como la nutrición y oxigenación de la piel, remodelación corporal y la regeneración cutánea, así como en flebología (linfoedemas y desórdenes circulatorios venosos) y en fisioterapia uro-ginecológica.
A través de la aplicación de un dispositivo activo intracavitario, se accede a las áreas del dolor pélvico crónico mediante las vías naturales de la vagina o el ano. Este accesorio deposita localmente una cantidad concreta de energía en el punto Trigger inflamado, incrementando la temperatura localmente y de forma controlada. De esta manera, se busca su desinflamación por medio de agentes físicos y el cese del dolor. 
El accesorio intracavitario dispone de un sensor de temperatura que monitoriza en todo en momento la sesión. El fisioterapeuta especializado en Uro-Ginecología aplica una sonda higiénica y protectora para cada paciente. 
Las patologías que pueden ser tratadas por medio de esta tecnología son: a nivel femenino, dolor pélvico crónico (con diversos orígenes: endometriosis, miomas, vaginismos, etc), traumas obstétricos, episiotomías y cicatrices. A nivel masculino, dolor pélvico crónico y prostatitis.

## Diferencias respecto a otras técnicas de diatermia
En cuanto a los siguientes puntos, la diatermia por radiofrecuencia no ha demostrado ser superior a otras técnicas de diatermia:
- Estímulo de la neocolagenogénesis y neoelastinogénesis.
- Optimización de la tixotropía.
- Estimulación de la división y diferenciación celular.
- Inhibición de la síntesis de grasa.
- Repolarización de las membranas celulares.
- Aumento de la permitividad celular.
- Descenso del dolor por vías no opiáceas y por interferencia sobre los terminales sinápticos.
- Ajuste de la frecuencia de trabajo.

En los siguientes puntos, en cambio, la radiofrecuencia sí ha obtenido mejores resultados que otros tipos de diatermia:
- En cuanto a los efectos fisiológicos, produce un aumento más acusado (frente a diatermia por onda corta) de la temperatura, flujo sanguíneo y velocidad de conducción nerviosa en la piel.
- En cuanto a las características técnicas: el efecto es más localizado; puede simultanearse con terapia manual y ejercicios; puede ser usado a cualquier temperatura en presencia de prótesis metálicas; y elimina la radiación electromagnética circundante.

## Accesorios
Los electrodos se presentan en:
- modalidad capacitiva: específicos para tejidos blandos
- modalidad resistiva: para tejidos con una mayor resistencia y poco vascularizados.

Los accesorios móviles permiten realizar una aplicación manual por parte de un operador. La ventaja de este tipo de accesorios es su asociación a la realización de un masaje. Gracias a la presencia del terapeuta, se aplican a través de un masaje que provee al paciente también de los beneficios mecánicos del desplazamiento. 
También puede aplicarse mediante una modalidad automática con placas flexibles que se aplican en torno a la articulación o área del cuerpo a tratar. Esta última modalidad no precisa de intervención directa del operador. Los dispositivos que incorporan la modalidad automática se identifican como equipos de segunda generación y pueden también tener la opción de seleccionar las frecuencias de trabajo, en función de la profundidad de la lesión. 